# Lambchops
Lambchops is een korte film uit 1929 met in de hoofdrol George Burns en Gracie Allen. De film werd in 1999 opgenomen in de Amerikaanse National Film Registry.